# Longina (cràter)
Longina és un cràter amb coordenades planetocèntriques de 38.95 ° de latitud nord i 22.95 ° de longitud est, sobre la superfície de l'asteroide del cinturó principal (4) Vesta. Fa 17.65 km de diàmetre. El nom adoptat com a oficial per la UAI el cinc de febrer de 2014. i fa referència a Domícia Longina, augusta romana.